# 54 км (зупинний пункт, Криворізька дирекція Придніпровської залізниці)
54 кілометр — пасажирська зупинна залізнична платформа Криворізької дирекції Придніпровської залізниці.

## Загальні відомості
Розташована у місті Кривий Ріг Дніпропетровської області на лінії Саксагань — Кривий Ріг-Головний між станціями Рокувата (3 км) та Саксагань (6 км). Розташована на півночі Кривого Рогу між селами Новоіванівка та Тернуватий Кут.
На платформі зупиняються приміські електропоїзди.